# Odilone di Girona
Odilone Odiló in catalano e Odilón in spagnolo (seconda metà dell'VIII secolo – dopo l'812) è stato il secondo conte di Gerona, tra l’801 e 812.

## Origine
Era un nobile carolingio di cui non si conoscono gli ascendenti, probabilmente era di origine gota, come probabilmente lo erano quasi tutti i conti della regione.

## Biografia

La penisola iberica nell'814, con la marca di Spagna, da poco costituita

Fu eletto conte di Girona, dall'imperatore Carlo Magno e da suo figlio, il re d'Aquitania,  Ludovico il Pio, come successore di Rostano, ma sull'inizio del suo governo non si hanno notizie certe, in quanto il predecessore, Rostano viene citato come conte di Gerona (Rostagnus comes Gerundæ præfuit), per l'ultima volta, nell'801 nella Vita Hludowici Imperatoris, mentre Odilone viene citato assieme a tutti i conti della marca di Spagna, "Berane, Gauscelino, Gisclafredo, Odilone, Ermengario, Ademaro, Laibulfo et Erlino (Berane, Gauscelino, Gisclafredo, Odilone, Ermengario, Ademaro, Laibulfo et Erlino comitibus), per la prima volta il 2 aprile 812, nel documento n° 217 del Diplomatum Karolingiorum, Tomus I.
Nell'812, diversi conti della Settimania e della Gotia, tra cui Odilone erano stati convocati ad Aquisgrana, alla corte di Carlomagno, perché accusati dai proprietari terrieri della regione, di origine visigota, di averli gravati di eccessivi tributi; Carlomagno diede ragione ai proprietari terrieri.
Odilone viene ricordato in un documento di Ludovico il Pio, dell'822, come colui che aveva autorizzato a costruire un monastero a Banyoles.
Il suo governo terminò, molto probabilmente, nello stesso 812, comunque prima dell'820, e gli succedette il conte di Barcellona, Berà.

## Discendenza
Di Odilone non si conoscono né il nome della moglie né alcuna discendenza.